# Germantown (pueblo)
Germantown es un pueblo ubicado en el condado de Columbia en el estado estadounidense de Nueva York. En el año 2000 tenía una población de 2.018 habitantes y una densidad poblacional de 64.1 personas por km².

## Geografía
Germantown se encuentra ubicado en las coordenadas 42°08′03″N 73°52′16″O / 42.13417, -73.87111.

## Demografía
Según la Oficina del Censo en 2000 los ingresos medios por hogar en la localidad eran de $42,195, y los ingresos medios por familia eran $50,885. Los hombres tenían unos ingresos medios de $36,806 frente a los $26,250 para las mujeres. La renta per cápita para la localidad era de $22,198. Alrededor del 7.9% de la población estaban por debajo del umbral de pobreza.